# 2603 Тейлор
2603 Тейлор (2603 Taylor) — астероїд головного поясу, відкритий 30 січня 1982 року.
Тіссеранів параметр щодо Юпітера — 3,331.